# Sockel 478

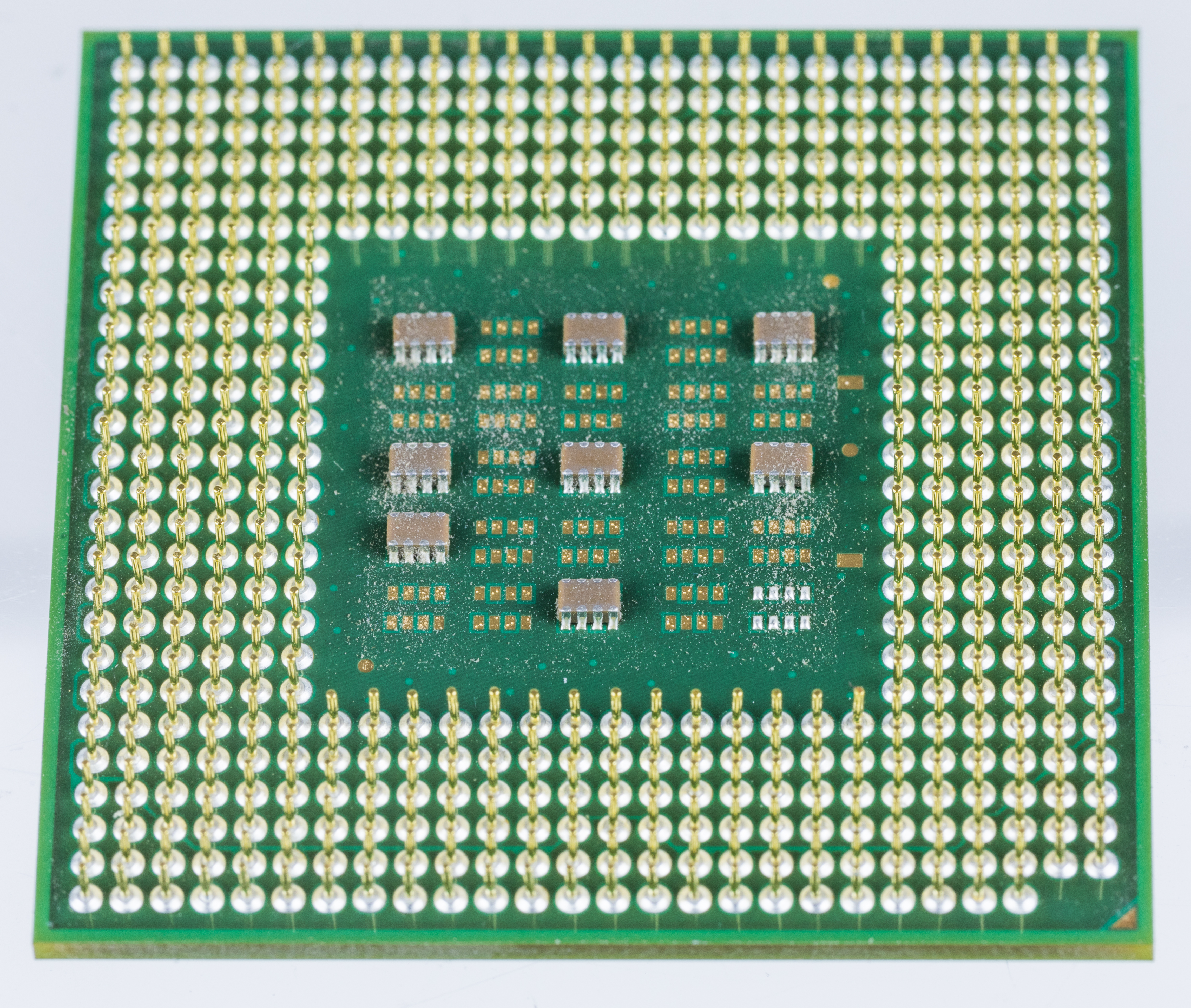
Pentium 4 Willamette mit Sockel 478 (2001), Pin-Seite

Der  Sockel 478 (auch bekannt als mPGA478 oder mPGA478B) ist ein Prozessorsockel für Pentium-4-, Pentium 4-M- und Mobile Pentium 4-Prozessoren sowie die Pentium-4-basierten Celeron- und Celeron-D-Prozessoren von Intel.
Der Sockel 478 ersetzte den nur kurzlebigen Sockel 423 der ersten Pentium-4-Baureihen und wurde ab 2004 vom Sockel 775 abgelöst, Intels erstem Sockel in Land-Grid-Array-Technik. Der in Intel-Datenblättern als PGA478 bezeichnete Sockel P hat nur optische, jedoch keine elektrische Gemeinsamkeit mit dem Sockel 478.
Beim Sockel 478 wird der Prozessorkühler nicht vom Sockel selbst, sondern von einem sogenannten Retention-Modul auf der Hauptplatine fixiert. Dazu haben Hauptplatinen Bohrungen, die ein Rechteck von 60×76 mm² aufspannen, in denen das Retention-Modul einrasten kann. Diese Maßnahme wurde notwendig, da die Kühlung der Prozessoren mit immer größeren Kühlkörpern bewerkstelligt wurde, die durch ihre höhere Masse allmählich keinen sicheren Halt mehr über die Plastiknasen des Sockels bekamen.